# Gorchitza
Gorchitza — украинская группа, исполняющая электронную музыку в стилях electronic, dance rock, funky house.
По заключению музыкальной прессы, группа является одним из ярчайших представителей современной электронной музыки, наравне с известными западными исполнителями.
С недавнего времени группа, успешно выступившая на крупнейшем музыкальном событии года Popkomm в Берлине и на Reeperbahn Фестивале в Гамбурге, пользуется популярностью в Германии.

## История

### Идея создания проекта
Группа Gorchitza возникла благодаря усилиям композитора, аранжировщика и музыканта Алексея Gorchitza (Алексей Лаптев).
Первый состав был собран в 2002 году, коллектив был сложен из двух Николаевских групп — Вєдо и Радиокефир. Тексты песен в то время звучали исключительно на украинском языке. В таком составе в 2003 группа завоевала 2е место на конкурсе «КРАЩЕ РАЗОМ», но вскоре коллектив распался, и от группы Gorchitza осталось само название и автор проекта Алексей.

### Дебют
Переломный момент в истории группы ознаменовало знакомство Алексея с известной в клубных кругах киевской хаус-вокалисткой Allois (Алла Московка).
Знакомство произошло случайно в студии, когда Алексей записывал Аллу для ремикса, где нужен был женский вокал на английском языке. Этот день музыканты считают днем рождения группы.
Первый сингл группы Gorchitza — Kiss Me Loneliness становится национальным радиохитом (#13 в годовом национальном радио чарте Украины).
Концертная деятельность начинается в июне 2007 с выступления перед британской группой Faithless на сцене киевского Дворца Спорта.
Вскоре следуют совместные выступления с Nelly Furtado, Placebo, Chemical Brothers, Stereo MC's, J.J.Johanson и Red Snapper, входе чего проект становится регулярно востребованным на фестивалях, на корпоративных мероприятиях известных международных торговых марок, на частных вечеринках и в танцевальных клубах страны.

### Международный успех
В октябре 2007 группа снимает видео на трек One New Message, который становится самой узнаваемой песней группы и делает Gorchitza массовым, популярным проектом. В январе 2008 известная английская группа Apollo 440 делает ремикс на One New Message, Gorchitza приобретает известность за рубежом — главным образом, благодаря раскрутке в сети интернет.
В апреле 2008 Gorchitza подписывает контракт с Lavina Music и издает свой первый альбом Highlights, а уже в октябре едет в Польшу в качестве финалиста крупнейшего польского фестиваля SOPOT и подписывает контракт с EMI Music Poland.
В декабре 2008 Gorchitza первыми в странах Восточной Европы выпускает альбом в формате MicroSD тиражом в 100 000 экземпляров, а Nokia выпускает серию мобильных телефонов с музыкой группы. Весь тираж размером в 15 000 смартфонов целиком разошелся в течение одного месяца.
В России успех группы Gorchitza начинается с выступления на Lounge Fest, в августе 2009 в Москве, где группа выступает совместно со Skye Edwards (Morcheeba).
Собрав массу позитивных отзывов в прессе, Gorchitza возвращается с сольным концертом, который проходит 17 марта 2010 в московском рок-клубе «16 Тонн». По словам очевидцев, в клубе не удается разместить всех желающих — около 700 гостей и очередь на входе, значительно превышающая вместительную способность клуба.
В июне 2010 в Санкт-Петербурге проходит ежегодный музыкальный фестиваль Стереолето с участием группы Gorchitza. А в сентябре компания IKON, занимающаяся продвижением группы в России и за рубежом устраивает выступления группы Gorchitza на крупнейшем музыкальном событии года Popkomm в Берлине и на Reeperbahn Фестивале в Гамбурге. В то время, как в Берлине публика состояла в основном из профессионалов, представителей крупнейших европейских музыкальных СМИ и коммерческих ассоциаций, A&R-менеджеров и директоров [рекорд лейбл|рекорд лейблов], в Гамбурге группа сыграла в первый раз перед живой немецкой публикой и была принята на ура.
В марте 2011 года группа Gorchitza попала в число номинантов Премии МузТВ в категории «Прорыв года» в России. После этого стало известно, что на церемонии 3 июня 2011 года группа разделит сцену вместе с Земфира, Tokio Hotel, Sharon Stone в СК «Олимпийский».
4 июня 2011 года группа выступает хедлайнером фестиваля Усадьба Джаз в Москве.

## Интересные факты
В 2007 году Gorchitza получает премию как «Лучший Клубный Вокальный Проект Года» по версии Nightlife Awards.
100 000 тираж мобильных телефонов Nokia c музыкой группы Gorchitza расходится в течение всего пары недель с момента выпуска.
В августе 2010 года состоялась официальная премьера второго альбома группы «It’s You» на Appstore. Миллионы пользователей iPhone, iPod и iPad по всему миру скачивают альбом в специальном формате Appbum.
После 2015 года группа перестала выступать на сцене, но продолжает выпускать новую музыку.

## Состав
- Алексей Gorchitza (Алексей Лаптев) — клавишные, программирование, автор музыки

- Ольга Диброва — вокал, клавишные (заменила А.М с марта 2012 года)
- Алексей Кириченко — гитара
- Артём Угодников — ударные
- Алла Московка — вокал, стихи (ушла из группы в марте 2012 года, вернулась в коллектив в 2017 году)

## Дискография

### Альбомы
- Highlights (2008) — первый студийный альбом
- Neytrino (2008) — сольный альбом Алексея
- Highlights RMXS (2008) — альбом ремиксов
- It’s You (2010) — второй студийный альбом
- It’s You (2011) — переиздание второго альбома

### Синглы
- One New Message (2007) — сингл с первого студийного альбома Highlights
- Kiss Me Loneliness (2008) — сингл с первого студийного альбома Highlights
- Call It A Dream (2009) — сингл с первого студийного альбома Highlights
- Last Time (2010) — сингл со второго студийного альбома It’s You
- Final Cut (2011) — сингл со второго студийного альбома It’s You
- Love Again (2011) — сингл со второго студийного альбома It’s You
- Silence (2011) — сингл со второго студийного альбома It’s You
- Until I’m Gone (2012) — промосингл
- Music Is Everything (2012)
- As Time Passes By (2012) — промосингл
- L.O.L. [Language Of Love] (2013)

## Награды
- Nightlife Award 2007 как «Лучший Клубный Вокальный Проект Года»